# Thalictrum nakamurae
Thalictrum nakamurae är en ranunkelväxtart som beskrevs av Koidzumi. Thalictrum nakamurae ingår i släktet rutor, och familjen ranunkelväxter. Inga underarter finns listade i Catalogue of Life.